# Medalla de Guerra (Imperi Otomà)
La Medalla de Guerra otomana (turc: Harp Madalyası ), més coneguda com l'Estrella de Gal·lípoli o la Lluna Creixent de Ferro (de l'alemany Eiserner Halbmond, en al·lusió a la Creu de Ferro) era una condecoració militar de l'Imperi Otomà, instituïda pel Sultà Mehmed Reshad V l'1 de març de 1915 per valentia en combat. Aquesta condecoració va ser atorgada durant la I Guerra Mundial a les tropes otomanes i de les Potències Centrals, principalment a les zones de combat otomanes.

## Disseny i composició
La condecoració inclou la medalla, el galó i la barra de campanya.
La medalla, feta de níquel platejat, era una estrella de 5 puntes, de 56mm de diagonal entre els braços. Les puntes de les estrelles porten boles, i l'estrella està perfilada en plata, mentre que el cos és d'esmalt vermell. Una lluna creixent, obert a la part superior, encercla el centre de la medalla. Al centre del creixen està el tughra, o monograma del creador de la medalla, el Sultà Mehmed Reshad V, sobre la data 1333 AH (1915). El revers és pla
El galó de la medalla és vermell amb les puntes blanques. La mida del galó dels combatents és vermell (2,5mm), blanc (5mm), vermell (29mm), blanc (5mm) vermell (2,5mm). Pels no-combatents, el colors s'inverteixen.
La barra de campanya és una paràbola apuntant a la dreta, de 56mm de llarg i 7mm d'alt. Està escrit en escriptura àrab, citant la campanya específica:
- Chanakkale/Chanak (Gallipoli)
- Gaza
- Kanal
- Kut-al-Amara
- Sanatori

## Formes de lluir-la
Quan es porta sobre vestit d'etiqueta, la insígnia es llueix al centre, per sota la butxaca dreta. Sobre l'uniforme de diari es substituïa pel galó, que es portava al segon forat del botó de la guerrera.
Pels condecorats alemanys (normalment membres de l'Asienkorps), la condecoració anava per darrere de la seva pròpia Creu de Ferro de 2a classe, i el galó del Creixent de Ferro se situava per sota del de la Creu de Ferro.
Normalment no es lluïa la barra de campanya.

## Galeria

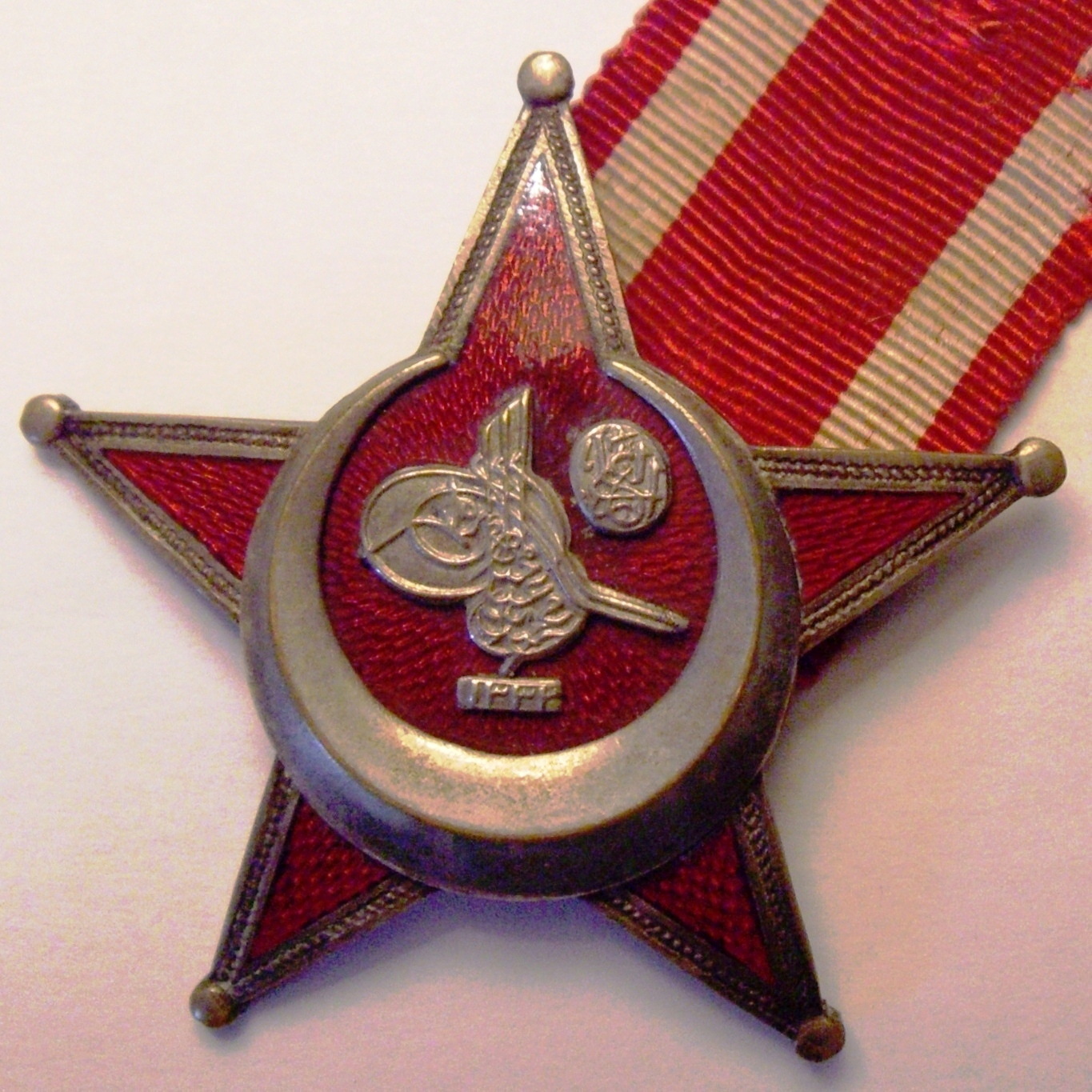
Insígna amb cinta
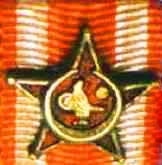
Cinta
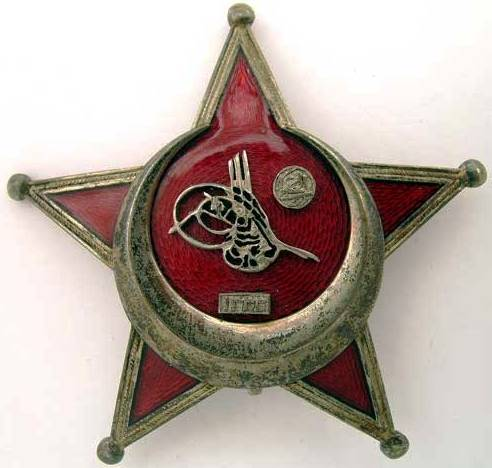
Manufactura turca
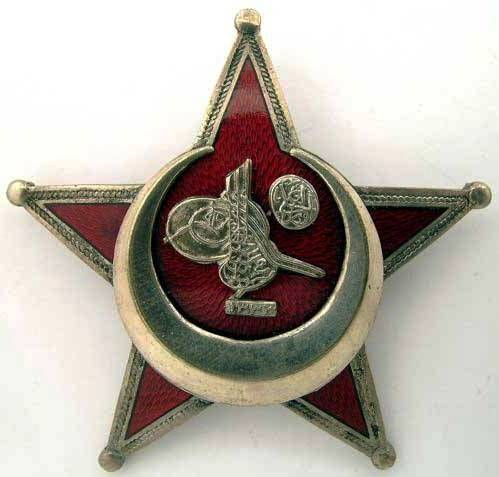
Insígnia de B.B. & Co.
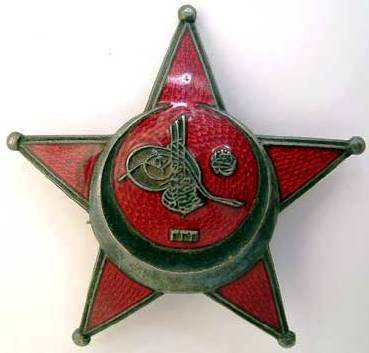
Insígnia de Godet
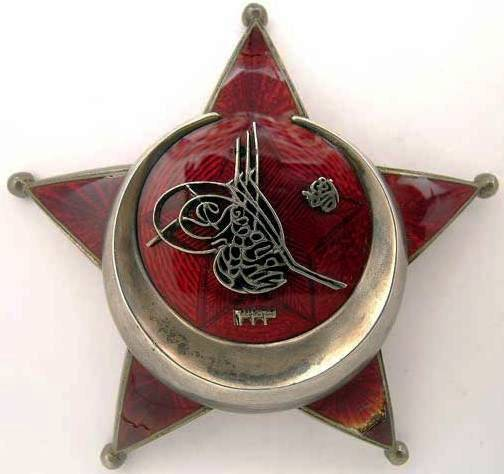
Insígnia de J.H. Werner